# Dante Cappelli
Dante Cappelli (Velletri, 6 gennaio 1866 – Roma, 12 maggio 1948) è stato un attore e regista italiano, attivo nel teatro e nel cinema.

## Biografia
Figlio di Enrico Cappelli, popolare attore teatrale bolognese di metà Ottocento, nel 1905 costituì una compagnia teatrale assieme ad Eleuterio Rodolfi. Nel 1907 ebbe la direzione del Teatro Stabile di Roma con Ferruccio Garavaglia. In seguito passò nelle compagnie di Italia Vitaliani, Emma Gramatica, nuovamente con Garavaglia, e in quella di Ugo Farulli.
Attivo nel cinema muto dal 1909 al 1928, girò quasi 70 pellicole, prevalentemente in ruoli secondari, e lavorò per numerose case di produzione come l'Ambrosio Film, la Cines, la Film d'Arte Italiana, la Gloria Films, la tedesca UFA e altre minori. Tra il 1921 e il 1922, diresse 5 film, uno dei quali, Lo strano viaggio di Pim-Popò della torinese Piemonte Film e diretto assieme a Giovanni Casaleggio, ebbe come protagonista il figlio Franco Cappelli, nato dall'unione con l'attrice Daisy Ferrero.
Nel 1937 ebbe una piccola parte nel film I due barbieri di Duilio Coletti.

## Prosa radiofonica EIAR
- Il testimone silenzioso, regia di Romano Calò, trasmessa il 26 febbraio 1933.

## Filmografia parziale

### Attore
- Carmen, regia di Gerolamo Lo Savio (1909)
- La signora delle camelie, regia di Ugo Falena (1909)
- Macbeth, regia di Mario Caserini (1909)
- Marco Visconti, regia di Mario Caserini (1909)
- Amleto, regia di Mario Caserini (1910)
- Giovanni dalle Bande Nere, regia di Mario Caserini (1910)
- La figlia di Zazà, regia di Luigi Maggi (1913)
- Anima perversa, regia di Alberto Degli Abbati (1913)
- Ma l'amor mio non muore, regia di Mario Caserini (1913)
- Matrimonio segreto, regia di Camillo De Riso (1913)
- Colei che tutto soffre, regia di Amleto Palermi (1914)
- Extra-dry: Carnevale 1910 - Carnevale 1913, regia di Piero Calza-Bini (1914)
- Il cofanetto dei milioni, regia di Piero Calza Bini (1914)
- Nerone e Agrippina, regia di Mario Caserini (1914)
- L'abete fulminato, regia di Giuseppe Pinto (1914)
- Pagine sparse, regia di Giuseppe De Liguoro (1914)
- Beffa di Satana, regia di Telemaco Ruggeri (1915)
- Il piccolo protettore, regia di Camillo De Riso (1915)
- Il vampiro, regia di Vittorio Rossi Pianelli (1915)
- La maschera folle, regia di Leopoldo Carlucci (1915)
- Un dramma tra le belve, regia di Amleto Palermi (1915)
- Amore che uccide, regia di Mario Caserini (1916)
- In mano al destino, regia di Mario Caserini (1916)
- Somiglianza funesta, regia di Telemaco Ruggeri (1916)
- Al di là della fede, regia di Attilio De Virgiliis (1917)
- Noblesse oblige, regia di Marcello Dudovich (1918)
- Cuori e caste, regia di Paolo Trinchera (1919)
- Dopo il perdono, regia di Ugo De Simone (1919)
- Il medico delle pazze, regia di Mario Roncoroni (1919)
- Biribì, il piccolo poliziotto torinese, regia di Giovanni Pezzinga (1920)
- Non vendo mia figlia!, regia di Nicola Fausto Neroni (1920)
- I vagabondi dell'amore, regia di Ubaldo Pittei (1921)
- Il delitto del commendatore, regia di Amedeo Mustacchi (1921)
- Francesca da Rimini, regia di Mario Volpe (1922)
- Tragedia di bambola, regia di Giuseppe Forti (1922)
- La maschera che ride, regia di Giuseppe Forti (1923)

### Regista
- Il giro del mondo di un birichino di Parigi (1921) - co-regia con Luigi Maggi e interpretazione
- Le scogliere della morte (1921)
- Il romanzo del diavolo (1922)
- Lo scoiattolo del mare (1922)
- Lo strano viaggio di Pin-Popò (1922)